# Metatrichia freidbergi
Metatrichia freidbergi är en tvåvingeart som beskrevs av Nina Krivosheina 1999. Metatrichia freidbergi ingår i släktet Metatrichia och familjen fönsterflugor.
Artens utbredningsområde är Israel. Inga underarter finns listade i Catalogue of Life.